# Turmion Kätilöt
Turmion Kätilöt (*pronúncia-se Túrmion catílot literalmente "as parteiras da perdição") são uma banda finlandesa que interpreta uma fusão de metal industrial, na sua variante electrónica, com black metal. Foi criada em 2003 por MC Raaka Pee e DJ Vastapallo, que se conheceram na banda de gothic metal Ancient Drive.
A banda tem seis elementos dos quais apenas dois, DJ Vastapallo e Raaka Pee, fazem os temas em estúdio. Os restantes membros, incluindo Spellgoth (vocalista principal do Trollheim's Grott), só actuam durante os concertos.
Em 2007 foi lançado o álbum da trilha sonora do filme V2 - Jäätynyt enkeli (br: V2 - Anjo Morto) na qual contém a faixa Pirun nyrkki.
O single "Minä Määrään" foi lançado de graça no website da banda em 2008.

## Membros do grupo[1]
- MC Raaka Pee (Petja Turunen) - Vocalista
- DJ Vastapallo (Late Kauppinen) - Guitarrista
- Spellgoth - Vocalista
- Master Bates - Baixista
- RunQ- Tecladista
- DQ - Baterista

## Discografia[7]

### Álbuns
- 20 de Maio de 2004: Hoitovirhe
- 29 de Março de 2006: Pirun Nyrkki
- 11 de Junho de 2008:  USCH!
- 23 de Fevereiro de 2011: Perstechnique
- 27 de setembro de 2013: Technodiktator
- 28 de Setembro de 2015: Diskovibrator
- 17 de Março de 2017: Dance Panique

### Coletâneas
- 6 de Julho de 2012: Mitä Näitä Nyt Oli?

### Singles
- 1 de Dezembro de 2003: Teurastaja
- 5 de Abril de 2004: Verta Ja lihaa
- 22 de Fevereiro de 2006: Pirun Nyrkki
- 25 de Maio de 2008: Minä Määrään
- 16 de Outubro de 2010: IHMISIXSIXSIX
- 12 de Abril de 2013: Jalopiina

### EP
- 13 de Abril de 2005: Niuva 20